# Spartak Gogniev
Spartak Arturovič Gogniev (in russo Спартак Артурович Гогниев?; Vladikavkaz, 19 gennaio 1981) è un allenatore di calcio ed ex calciatore russo, di ruolo attaccante, tecnico del Chimki.

## Palmarès

### Giocatore

#### Competizioni nazionali
- Campionato russo: 1

CSKA Mosca: 2003
- Coppa di Russia: 1

CSKA Mosca: 2001-2002
- Pervenstvo Futbol'noj Nacional'noj Ligi: 1

Ural: 2012-2013